# Крепостной ансамбль Мангупа
Крепостной ансамбль Мангупа (или Оборонительная система Мангупа) — система крепостных сооружений, построенных на плато горы-останца Баба-Даг и представляющая собой комплекс оборонительных стен и башен, подкреплённый естественными преградами в виде высоких скальных обрывов. Мангуп — нетипичная для времени позднего средневековья гигантская крепость-убежище, общей площадью 90 гектаров, включавшая не только собственно город с гарнизоном, но и могущая укрыть дополнительные контингенты войск и население окрестных долин со своим скотом и другим имуществом. В него была включена как плоская поверхность горы, так и верховья балок с севера прорезающих массив. Историками принято, что действующий крепостной узел, состоящий из этих трех элементов, сложился довольно поздно, не ранее превращения Мангупа в столицу княжества Феодоро (XIV—XV век), когда окончательно был реализован господствовавший в античную и средневековую эпохи принцип последовательной обороны, в соответствии с которым укрепление имело главную крепостную ограду («Главная линия», самая ранняя и сложная в строительном плане), «вторую линию» (ретраншемент, или тыловую позицию), и цитадель на мысе Тешкли-Бурун. Природная труднодоступность плато, в большей части периметра ограниченного скальными обрывами, высотой до 70 м, при создании крепости была усилена стенами, перекрывающими проход во всех доступных местах.

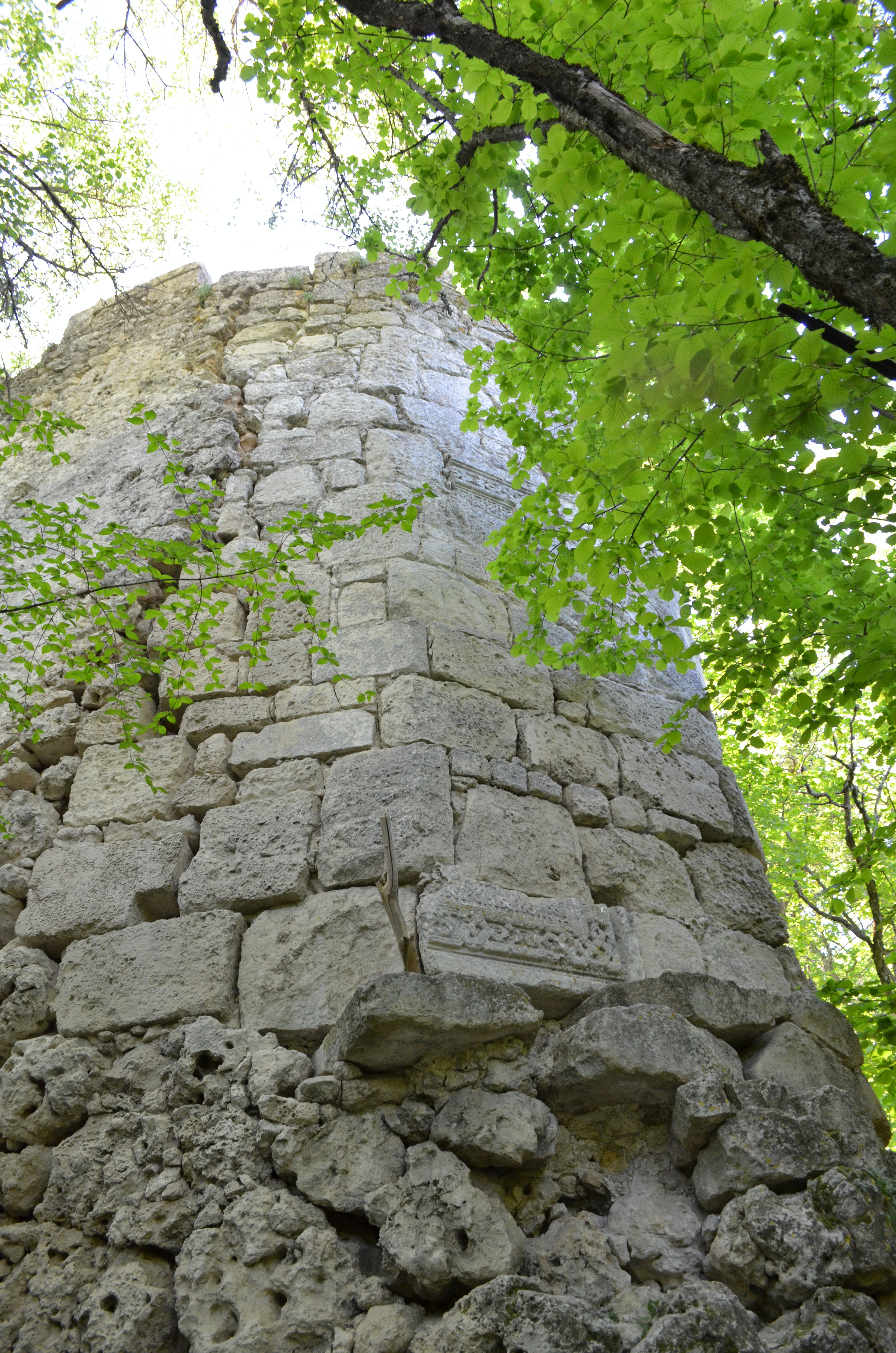
Башня 2 линии обороны в балке Табана-Дере

## Главная линия обороны
Главная линия обороны была возведена первой. Время её создания историки относят ко второй половине VI века (в конце правления Юстиниана I). По инициативе администрации византийской фемы Херсонеса и под руководством византийских инженеров в традициях византийской фортификации на плато возводится мощная крепость: С. Б. Сорочан, анализируя находку Р. Х. Лепером в 1913 году фрагмента надписи с упоминанием «автократора Юстиниана», приходит к выводу о сооружении стен не ранее 562—563 года. При строительстве крепости византийские фортификаторы максимально использовали природные особенности горы, а все возможные места прохода на плато были перекрыты различными оборонительными сооружениями.
Главная линия оборон состоит из отдельных участков, перекрывающих верховья балок и расселины с местами возможного доступа на плато на мысах Чамну-бурун и Чуфут-Чеарган-бурун. Также стенами и боевыми парапетами были перегорожены проходы на южных обрывах, где дополнительно были срублены скальные выступы, по которым можно было бы подняться на вершину, обходя оборону. Южные обрывы плато также имеет несколько доступных для подъёма участков, самый значительный из которых — уступчатый склон шириной около 100 м; также есть два узких распадка с тропами и несколько узких, очень крутых, но проходимых расселин — они также были перегорожены короткими стенами. Двухпанцырные стены, толщиной до 1,8 м, были сложены строгими рядами из хорошо подогнанных друг к другу камней (квадров) различных лицевых размеров — от 0,92 на 0,65 м до 0,29 на 0,45 м. Забутовка выполнена из средних размеров ломаного камня, залитого известковым раствором.
Оборонительные башни, прямоугольные в плане, сооружались на наиболее длинных участках стен, перекрывающих балки. Историки учитывают три возможных дороги в крепость. Доступной для колёсного транспорта считается одна, ведущая из балки Алмалык-дере, под обрывами мыса Тешкли-бурун к главным воротам, находящимся в верховьях балки Капу-дере. Считается, что дорога, проложенная на последнем участке, от оконечности мыса до ворот и проходящая по искусственной подсыпке, укрепленной вертикально поставленными крупными камнями, сооружалась одновременно с возведением крепостных сооружений. Главные ворота (они же, единственные, соответственно особенностям ранневизантийской фортификации), сложенные из хорошо отёсанных и подогнанных квадров. Сооружение выполнено с коробовым сводом, опиравшимся одной стороной на пилон, а другой — на скальное основание мыса Тешкли-бурун. Пролёт арки достигал 3,8 м, а ширина проезда — около 2,6 м. Устройство воротного пилона обычно приводися, как наиболее выразительный пример монументальной кладки юстиниановского времени Мангупа. Келлер К. Э. отмечал, что опорой для рухнувшего к его времени (1821 год) воротного свода служил с одной стороны естественный скальный обрыв, а с другой — пилон, сложенный из тёсаного камня. Два других пути в город вели по балкам Гамам-дере и Табана-дере. Они более крутые и считается, что они практически не подходили для колесных повозок, но могли использоваться, как вьючные дороги. Предполагается наличие неких проездов в тамошних стенах, но, ввиду незавершённости раскопок, их следы византийского периода пока не обнаружены (имеющиеся калитки относятся к османскому периоду).
Практически в изначальном виде крепость просуществовала до начала XVI века: производились лишь ремонты отдельных её укреплений, разрушенных в результате военных действий или природных сил. Известно о двух значительных перестройках крепостного ансамбля:
- В 780-х годах Мангуп был захвачен хазарами, которые за примерно 60 лет владычества перестроили некоторые участки фортификационной системы. Ранневизантийская стена в овраге Табана-дере была перенесена примерно на 100 метров вверх по склону, при этом использовались каменные блоки старой стены[1]. Возможно именно об этих работах, под руководством сотника Хуитана, свидетельствует памятная надпись XIV века[8]. Известно о некоей перестройке стены в овраге Табана-дере в 994—995 году[9], ещё во время вхождения Мангупа в состав византийской Херсонской фемы[10].
- После захвата Мангупа турками-османами, около 1500 года, Главная линия обороны подверглась значительной реконструкции для приспособления крепости к использованию огнестрельного оружия. Отдельные участки крепостной ограды были перенесены выше по склону, спрямлены куртины, перестроены старые башни и добавлены новые[11].

## Вторая линия обороны
Вторая, или Внутренняя, линия обороны представляет собой практически прямую крепостную стену протяженностью 620 м, пролегающую от основания мыса Елли-Бурун до южных обрывов направлением на юго-запад и отсекающая незаселённую территорию плато от собственно города. Была построена в правление князя Алексея в начале XV века, при восстановлении города после разрушения 1390-х годов. Снабжена 9-ю башнями с открытой тыльной частью, при высоте до 8 м и толщине стен не более 1 м, снабжена зубцами, и бойницами. Исходя из отсутствия рва и протейхизмы, историки делаются вывод, что это был вспомогательный рубеж, лишь дополняющий Главную линию, всю длину которой воины гарнизона могли не проконтролировать. Стена была построена по принципам обороны, соответствующим понятиям позднего средневековья (этим отличаясь от устройства Главной линии обороны): башни расставлены с частотой, зависящей от степени вероятности удара неприятеля по тому или иному участку, расстояние между ними (около 46 м) позволяло простреливать всё пространство. Северо-восточный фланг, пересекающий верховья балки Табана-дере, протяжённостью около 350 м, имеет 6 башен — это наиболее укреплённый участок и, видимо, здесь строители видели самую большую опасность в случае штурма. На юго-западном участке стен всего 3 башни с расстоянием между ними 95 м и 118 м: такая неравномерность обусловлена особенностями рельефа.

## Цитадель
Укрепление на мысе Тешкли-бурун, состоящее из отгораживающей оконечность мыса крепостной стены с башней-донжоном, также являвшейся княжеским дворцом правителей Феодоро. Строительство цитадели историки относят к XIV веку, комплекс использовался для различных целей до второй половины XVIII века.